# 性高院

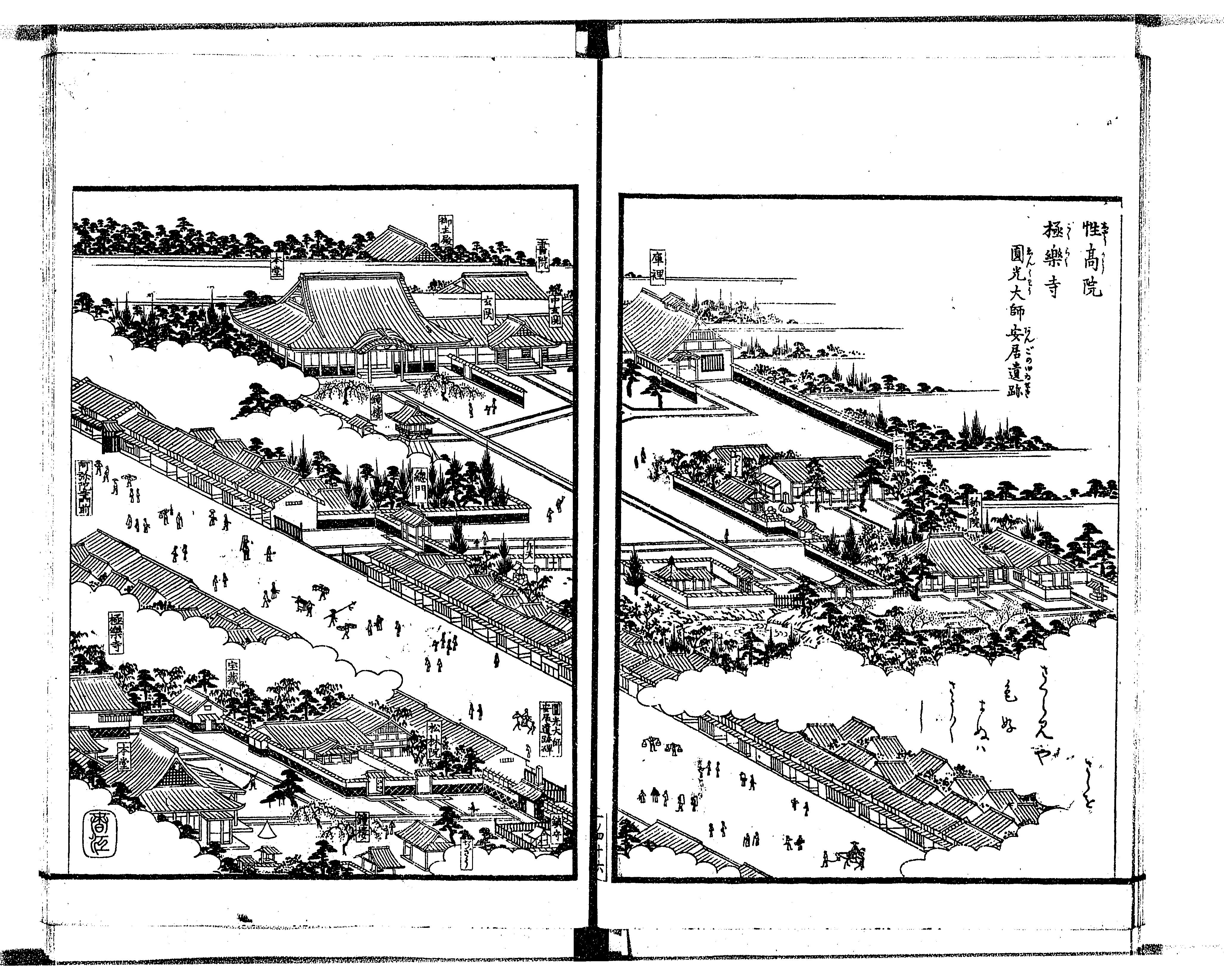
『尾張名所図会. 前編　巻1　愛智郡』より「性高院 極楽寺」

性高院（しょうこういん）は、愛知県名古屋市千種区幸川町にある浄土宗の寺院。山号は「大雄山」。

## 歴史
1589年（天正17年）に松平忠吉が母宝台院の菩提を弔うために満誉玄道を開山として創建された。1603年（慶長8年）に清須へ、1610年（慶長15年）の清洲越しで中区門前町（現在の名古屋中郵便局付近）へ移転。1636年（寛永13年）に朝鮮通信使が性高院で休憩所として泊まったとされ、1795年（寛政7年）に性高院殿廟が建立された。昭和初期に末森山へ、さらに1943年（昭和18年）に軍用道路計画の為千種区の現在地へ移転した。しかし1945年（昭和20年）に名古屋大空襲により国宝の表門以下伽藍を全焼の他、朝鮮通信使等の資料も焼失。戦後以降も現在地にあったが、1999年（平成11年）に8階建てのビルが建てられ、現在のビル内に本堂が再建されることとなった。

## 名古屋市指定文化財
- 絹本著色松平忠吉像(附:厨子1基)[1]
- 梵鐘[1]　名古屋市博物館寄託
- 双体地蔵石碑[1]
- 黒漆葵紋瓜蒔絵懸盤・椀[1]　徳川美術館寄託